# Рівербенд (Монтана)
Рівербенд (англ. Riverbend) — переписна місцевість (CDP) в США, в окрузі Мінерал штату Монтана. Населення — 455 осіб (2020).

## Географія
Рівербенд розташований за координатами 47°8′43″ пн. ш. 114°49′57″ зх. д. / 47.14528° пн. ш. 114.83250° зх. д. (47.145272, -114.832423).  За даними Бюро перепису населення США в 2010 році переписна місцевість мала площу 10,98 км², з яких 10,19 км² — суходіл та 0,80 км² — водойми.

## Демографія
Згідно з переписом 2010 року, у переписній місцевості мешкали 484 особи в 210 домогосподарствах у складі 147 родин. Густота населення становила 44 особи/км².  Було 253 помешкання (23/км²).
Расовий склад населення:
| - 94,4 % — білих - 2,3 % — корінних американців - 1,0 % — азіатів - 0,2 % — чорних або афроамериканців |

До двох чи більше рас належало 1,4 %. Частка іспаномовних становила 1,7 % від усіх жителів.
За віковим діапазоном населення розподілялося таким чином: 18,2 % — особи молодші 18 років, 58,0 % — особи у віці 18—64 років, 23,8 % — особи у віці 65 років та старші. Медіана віку мешканця становила 49,4 року. На 100 осіб жіночої статі у переписній місцевості припадало 107,7 чоловіків;  на 100 жінок у віці від 18 років та старших — 108,4 чоловіків також старших 18 років.
За межею бідності перебувало 5,0 % осіб, у тому числі 0,0 % дітей у віці до 18 років та 14,3 % осіб у віці 65 років та старших.
Цивільне працевлаштоване населення становило 184 особи. Основні галузі зайнятості: роздрібна торгівля — 23,4 %, виробництво — 21,7 %, будівництво — 13,0 %, мистецтво, розваги та відпочинок — 12,0 %.